# Flying Rhino Junior High
"Flying Rhino Junior High" (La escuela del rino volador en Latinoamérica y El instituto del rinoceronte volador en España), fue una serie animada franco-canadiense producida por Nelvana Limited y Neurones Animation, fue estrenada por primera vez en Latinoamérica por el canal de Nickelodeon en el año 2000 hasta ser cancelada definitivamente el año 2003 . La serie es basada en los libros creados por Ray Nelson y Douglas Kelly. En España fue emitido en Antena 3 y en Cartoon Network (España).

## Trama
El instituto del Rinoceronte Volador tiene todas las de ser un sencillo centro de enseñanza normal y corriente: estudiantes adolescentes enfrascados en sus asuntos y clases, profesores ociosos, entretenimiento y trabajo, bedeles y encargadas del comedor normales... Por desgracia, este sitio es de todo menos normal. Y es que el centro tiene un oscuro secreto a voces; el Fantasma. Si crees que es un mito, Earl P. Sidebottom, el homónimo Fantasma, hará que te arrepientas. Con su genio malvado y un ordenador capaz de distorsionar la realidad, el Fantasma se encarga cada día de intentar vengarse de las burlas del centro de la manera más ingeniosa posible. Pero para ser un genio, no aprende muy bien porque si cree que le va a ser fácil debería pensarlo otra vez. Marcus, Ruby, Lydia y Billy, cuatro amigos de toda la vida en el centro, harán todo lo posible para detener los ataques de Earl P. Sidebottom cueste lo que cueste.

## Personajes
- Marcus Snarkis/Marcos Diamante: Es el genio del grupo, usa su computadora portátil para poder ver los planes maléficos de Fantasma, su hermana mayor es Ruby. Está adelantado a su clase.

- Ruby Snarkis/Diamante: Hermana mayor de Marcos. Ruby es una niña muy vanidosa que la mayor parte del tiempo se la ve portando un espejo. Pese a ser caprichosa, se preocupa siempre por sus amigos y hermano. Sueña con ser actriz.

- Lydia López: Es una niña pelirroja que usa grandes aparatos dentales y la que junto con Marcus aporta más ideas al grupo.

- Billy O'Toole/Pepe Ramírez: Es un niño que siempre lleva con él una gorra roja, es el mejor amigo de Marcus y es fanático de los videojuegos y los deportes. Se podría decir que es el hombre de acción en el grupo

- Fred Spurtz: Un niño glotón de gustos e higiene altamente dudosos que suele ser uno de los principales alivios humorísticos de la serie. Detesta los olores agradables, que encuentra vomitivos. Le fascina la cesina de res.

- Johnny Descunk y Rod/Juan y Goyo: Dos amigos bullys, algo lentos y despistados que terminan metiéndose en problemas. Son llamados a menudo al despacho del director Mulligan, algunas veces sin motivo.

- Bufford: El cerdo bedel del Instituto del Rinoceronte Volador. Oculta muchas cosas del resto de estudiantes y personal del centro, entre ellas que sirvió en varias organizaciones secretas del gobierno como la CIA. Sirve de consejero y aliados para los chicos cada vez que tienen problemas.

- Señorita Snodgrass/Bonete/Sabe Más: Profesora de clases de Marcus y compañía. Es muy amable con sus alumnos y cuida de que sigan siempre las reglas. A menudo usa los incidentes del Fantasma para enseñar mejor en clase.

- Director Mulligan/Morones: El rinoceronte dirigente principal del centro, este despistado pero respetable y bondadoso administrador del centro a menudo termina sin darse nunca cuenta de las cosas extrañas que pasan en su centro. Insiste en negar la existencia del Fantasma.

### Antagonistas
- Earl P. Sidebottom/Eugenio Doblefondo, alias "Fantasma" o "el Fantasma": Éste niño que vive aislado en la sala de calderas de la escuela fue humillado en el pasado luego de que una mala nota en carpintería arruinara su excelencia académica. Éste decidió vivir en la sala de calderas de la escuela, allí viste una larga capa y usa una computadora con la cual utiliza para atacar la escuela con diferentes tipos de trampas. Comúnmente sus ataques contra la escuela son originados por golpes a su ego,

- Raticus: Rata antropomórfica que vive con Fantasma, la cual es como su asistente luego de que éste la rescatara del drenaje y le diera la habilidad del razonamiento lógico, aparentemente sólo porque necesitaba compañía. Raticus suele ser algo ingenuo y torpe para ayudar a su amo ya que en la mayoría de los episodios éste estropea sus planes.

## Lista de episodios

### Primera temporada
1. Prehysterical
2. Phantu's Curse
3. Underwaterworld
4. Solar Flexus
5. Frankensidebottom
6. Comicbook Chaos
7. A Star is Boring
8. Inverted and Unglued
9. The Game
10. Quit Buggin' Me
11. Phantom Christmas
12. Weather Waterloo
13. Pal 9000

### Segunda temporada
1. Live and Let Spy
2. Wag the Rat
3. It's Greek to Me
4. Yo Ho Ho and the Phantom's a Bum
5. Junior High Noon
6. Out of Time
7. Career Day
8. Daredevil O'Toole
9. Raging Rubbish
10. Better Safe than Sorry
11. Phantomatic Voyage
12. All Green Thumbs
13. Seeing Double

## Voces originales
- The Phantom/Earl P. Sidebottom – Richard Binsley
- Billy O'Toole – Ashley Brown
- Ruby Snarkis – Tracy Ryan
- Marcus Snarkis – Tracey Moore
- Lydia Lopez – Cindy Henderson
- Raticus/Rod – Ron Rubin
- Fred/Johnny – Edward Glen
- Mrs. Snodgrass/Edna – Lindsay Leese
- Principal Mulligan – Len Carlson
- Flo/Nurse Cutlip – Catherine Gallant
- Buford/Mr. Needlenose – Paul Haddad

### Doblaje

#### En España
- Earl P. Sidebottom "Fantasma": Antonio Villar
- Raticus: Juan d'Ors
- Billy O'Toole: Javier Balas
- Lydia López: Alicia Sainz de la Maza
- Ruby Snarkis: Beatriz Berciano
- Marcus Snarkis: Pablo Tribaldos
- Señorita Sabe Más: Conchita Núñez

#### En México
- Ruby Diamante: Circe Luna
- Marcos Diamante: Irwin Daayán
- Raticus: Ismael Castro
- Pepe: Luis Daniel Ramírez
- Eugenio: Ricardo Mendoza
- Director Mulligan: Blas García
- Insertos: Juan Alfonso Carralero